# Římskokatolická farnost Rožmberk nad Vltavou
Římskokatolická farnost Rožmberk nad Vltavou je územním společenstvím římských katolíků v rámci českokrumlovského vikariátu českobudějovické diecéze.

## O farnosti

### Historie
Plebanie v Rožmberku byla zřízena v roce 1150, od roku 1279 ji Jindřich I. z Rožmberka daroval cisterciákům z Vyššího Brodu. Od roku 1624 jsou vedeny matriky. V roce 1660 byla v Rožmberku zřízena farnost inkorporovaná vyšebrodským cisterciákům, kteří zde pak působí v duchovní správě v podstatě dodnes. V roce 1583 byl do současné podoby přebudován farní kostel.

### Současnost
Statutárním zástupcem farnosti je, coby administrátor excurrendo, diecézní kněz z Českého Krumlova. Coby výpomocný duchovní zde působil P. Justin Jan Berka, O.Cist., převor-administrátor vyšebrodského kláštera, který byl tak i nositelem cisterciácké tradice v místě.
| Fotografie | Kostel                              | Místo                       | Bohoslužba | Bohoslužba | Poznámka     |
| ---------- | ----------------------------------- | --------------------------- | ---------- | ---------- | ------------ |
|            | Kostel sv. Mikuláše                 | Rožmberk nad Vltavou        |            |            | farní kostel |
|            | Kaple (odsvěcená; předtím sv. Jiří) | Rožmberk nad Vltavou (hrad) |            |            | hradní kaple |